# Náuatle clássico
Náuatle clássico (também chamado de asteca ou simplesmente náuatle) é o termo usado para descrever as variantes da língua náuatle que eram faladas no Vale do México e no México central como uma forma de língua franca durante o período da conquista espanhola do México, no século XVI. Durante os séculos seguintes foi sendo gradualmente substituído pelo espanhol, e acabou por se transformar em alguns dos dialetos náuatles utilizados hoje em dia (outros dialetos usados atualmente descendem diretamente de outras variantes existentes no século XVI). Embora seja classificado como um idioma extinto, o náuatle clássico sobreviveu na forma de uma miríade de fontes escritas, transcritas por náuatles e pelos espanhóis para o alfabeto latino.

## Classificação
O náuatle clássico é uma língua uto-asteca, do subgrupo asteca ou náuatle. Pertence aos seus dialetos centrais, e tem um parentesco próximo aos dialetos modernos do náuatle falados no vale do México durante os períodos coloniais e atualmente. Provavelmente o náuatle clássico documentado pelas fontes literárias dos séculos XVI e XVII representam um socioleto particularmente prestigioso; esta variedade do náuatle provavelmente seria mais representativa do falar da nobreza asteca (pipiltin), enquanto os plebeus (mācehualtin) falavam uma variante distinta.

## Fonologia

### Vogais
|         | Anterior | Posterior |
| ------- | -------- | --------- |
| Fechada | i, iː    | o, oː     |
| Média   | e, eː    | o, oː     |
| Aberta  | a, aː    | a, aː     |

### Consoantes
|             | Labial | Dental  | Dental | Palatal | Velar  | Velar | Glotal |
| central     | Labial | lateral | normal | Palatal | labial |       | Glotal |
| ----------- | ------ | ------- | ------ | ------- | ------ | ----- | ------ |
| Nasal       | m      | n       |        |         |        |       |        |
| Plosiva     | p      | t       |        |         | k      | kʷ    | ʔ      |
| Fricativa   |        | s       |        | ʃ       |        |       | ʔ      |
| Africada    |        | ts      | tɬ     | tʃ      |        |       |        |
| Aproximante |        |         | l      | j       |        | w     |        |

### Prosódia
O acento tônico geralmente fica na penúltima sílaba. A única exceção é o sufixo vocativo -e, usado apenas no masculino, situação em que o acento se desloca para a última sílaba; por exemplo, Cuāuhtliquetzqui (nome que significa "guerreiro-águia") fica, no vocativo, Cuāuhtliquetzqué ("ei, Cuāuhtliquetzqui!").

### Fonotaxe
Ao contrário de outros idiomas, como o inglês, que permite que até três consoantes ocorram no início ou fim de uma palavra (ex.: sprints), o náuatle permite apenas a presença de uma única consoante no início ou fim de uma sílaba, e até duas consoantes no meio delas, sobre uma fronteira silábica. Também existem restrições sobre quais consoantes podem ocorrer em que posição.

## Gramática
A gramática do náuatle clássico é aglutinativa, tem marcação no núcleo e faz uso extenso de compostos, incorporação de substantivos e derivações - ou seja, pode acrescentar diferentes prefixos e sufixos a um radical, ocasionando a formação de palavras muito longas. Formas verbais ou substantivas longas criadas a partir da incorporação e do acúmulo de prefixos são comuns nas obras literárias, e também significa que palavras novas podem ser criadas com relativa facilidade.

### Morfofonologia
As formas fonológicas dos morfemas do náuatle podem ser alteradas em certos contextos específicos, dependendo da forma dos morfemas adjacentes ou de suas posições nas palavras.

#### Assimilação
Quando um morfema termina numa consoante é seguido por um morfema iniciado por uma consoante, uma das duas consoantes frequentemente passa por assimilação, adotando características de outra consoante.
| ch | + | y  | → | chch | ex.: oquich-(tli) "homem" + -yō-(tl) "-dade" → oquichchōtl "valor"  |
| l  | + | tl | → | ll   | ex.: cal- "casa" + -tli (absolutivo) → calli "casa"                 |
| l  | + | y  | → | ll   | ex.: cual-(li) "bom" + -yō-(tl) "-dade" → cuallōtl "bondade"        |
| x  | + | y  | → | xx   | ex.: mix-(tli) "nuvem" + -yoh "coberto por" → mixxoh "nublado"      |
| z  | + | y  | → | zz   | ex.: māhuiz-(tli) "medo" + -yō-(tl) "-dade" → māhuizzōtl "respeito" |

Quase todas as consoantes dobradas do náuatle são produzidas através da assimilação de duas consoantes diferentes de diferentes morfemas. Consoantes dobradas dentro de um único morfema são raras, e um exemplo célebre é o verbo -itta, "ver".

### Morfologia
As palavras do náuatle podem ser divididas em três classes funcionais básicas: verbos, substantivos e partículas. Adjetivos existem, porém geralmente se comportam como substantivos, e existem poucos adjetivos que não sejam derivados de radicais verbais ou nominais. Os poucos termos que podem ser classificados como advérbios também se encontrem nesta classe de partícula.

#### Substantivos
O substantivo é flexionado por duas categorias contrastantes básicas:
- posse: o que não é possuído é contrastado com o que é possuído
- número: o singular contrasta com o plural

Os substantivos pertencem a uma de duas classes: animados ou inanimados. Originalmente a distinção gramatical entre os dois era a de que os substantivos inanimados não tinham formas plurais, porém na maior parte dos dialetos modernos tanto os substantivos animados quanto os inanimados podem ser flexionados para o plural.
A morfologia nominal é, na maior parte, feita através de sufixos; algumas formações irregulares também existem.

##### Posse
Substantivos que não são possuídos apresentam um sufixo chamado de absolutivo. Este sufixo toma a forma de -tl após vogais (ā-tl, "água") e -tli após consoantes, que são assimilados a um /l/ final (tōch-tli, "coelho", porém cal-li, "casa"). Alguns substantivos têm uma forma irregular -in (mich-in, "peixe"). Estes sufixos são perdidos na maior parte das formas derivadas: tōch-calli, "toca (literalmente 'buraco') de coelho" rabbit-hole", mich-matlatl, "rede de pesca". Os substantivos possuídos não apresentam o sufixo absolutivo (ver flexão de substantivos).

##### Número
- O sufixo singular absolutivo tem três formas básicas: -tl/tli, -lin/-in, e alguns substantivos irregulares não apresentam sufixos.
- O sufixo plural absolutivo tem três formas básicas: -tin, -meh, ou apenas uma oclusiva glotal final, -h. Algumas formas plurais também são formadas com a reduplicação da primeira sílaba do substantivo.
- O sufixo singular possessivo tem duas formas básicas: -uh (em radicais que terminam numa vogal) ou -Ø (em radicais que terminam em consoante).
- O sufixo plural possessivo tem a forma -huān.

Apenas substantivos animados podem ter formas plurais. Entre eles estão a maior parte dos seres vivos, mas também palavras como tepētl ("montanha"), citlālin ("estrela") e outros fenômenos da natureza. Os plurais são formados de diversas maneiras:
- O sufixo absolutivo é substituído por -h (oclusiva glotal), -tin ou -meh
- Alguns substantivos podem ter uma reduplicação de sua primeira consoante e vogal, com esta vogal reduplicada tornando-se longa.

|                  | -h              | -tin                 | -meh            |
| ---------------- | --------------- | -------------------- | --------------- |
| Com reduplicação | teōtl, tēteōh   | tōchtli, tōtōchtin   | nunca ocorre    |
| Sem reduplicação | cihuātl, cihuāh | oquichtli, oquichtin | michin, michmeh |

O plural não é totalmente estável, e em diversas ocasiões podem ser encontradas diferentes formas.

##### Flexão de substantivos
| Singular absolutivo | cihuātl "mulher"              | oquichtli "homem"         | totōlin "peru"           | tlācatl "pessoa (sing.)"     |
| Plural absolutivo   | cihuāh "mulheres"             | oquichtin "homens"        | totōlmeh "perus"         | tlatlācah "pessoas"          |
| Singular possuído   | nocihuāuh "minha mulher"      | noquich "meu homem"       | nototōl "meu peru"       | notlācauh "minha pessoa"     |
| Plural possuído     | nocihuāhuān "minhas mulheres" | noquichhuān "meus homens" | nototōlhuān "meus perus" | notlācahuān "minhas pessoas" |

##### Prefixos possessivos
| 1ª pessoa do singular | no-, 'meu'                   |
| 2ª pessoa do singular | mo-, 'teu'                   |
| 3ª pessoa do singular | ī-, 'seu'                    |
| 1ª pessoa do plural   | to-, 'nosso'                 |
| 2ª pessoa do plural   | anmo-, 'vosso'               |
| 3ª pessoa do plural   | īn-, 'seu'                   |
| De posse desconhecida | tē-, 'dele(a)' ("de alguém") |

Exemplo: nocal, 'minha casa'
Algumas outras categorias podem ser flexionadas com o verbo, como:
Honorífico formado com o sufixo -tzin.
cihuā-tl "mulher" + tzin+ tli absolutivo = cihuātzintli "mulher (dito de maneira respeitosa)"

##### Posse inalienável
O sufixo -yo — mesmo sufixo que o abstrato/coletivo -yō(tl) — pode ser acrescentado a um substantivo possuído para indicar que ele faz parte integrante de quem o possui, no lugar de apenas estar em posse dele. Por exemplo, tanto nonac quanto nonacayo (formas possuídas de nacatl) significam "minha carne", porém nocac se refere à carne que alguém poderia estar comendo, enquanto nonacayo se refere à carne que compõe o seu corpo. Esta característica é conhecida como posse inalienável, integral ou orgânica.

##### Morfologia derivacional
- -tia deriva um verbo a partir de um substantivo X, com o significado aproximado de "fornecer X " ou "se tornar X".
- -huia deriva um verbo a partir de um substantivo X, com o significado aproximado de "usar X" ou "fornecer X".
- -yōtl deriva um substantivo a partir de um substantivo X, com o significado abstrato de x-idade ou x-ismo.
- -yoh deriva um substantivo a partir de um substantivo X, significando "coisa cheia de X" ou coisa com muito X".

#### Estrutura das formas verbais
O verbo é marcado com prefixos para concordar com a pessoa e o número do sujeito e do objeto da oração; adicionalmente, os verbos são flexionados de acordo com o tempo e o aspecto verbal. Existem três tipos de orações, cada uma contendo uma única palavra; um predicado nominal, uma opração intransitiva, e uma oração transitiva. No náuatle clássico, o 'h' no fim de uma sílaba indica uma oclusiva glotal, e não o som do 'h' no inglês he, por exemplo.
- ticihuātl, 'tu és uma mulher' (oração com um predicado substantivo, cihuātl, 'mulher')
- ticochi, 'tu dormes' (oração com um verbo intransitivo, -cochi, 'dormir')
- ticochih, 'nós dormimos' (oração com um verbo intransitivo, -cochi, 'dormir')
- tiquimittah 'nós os vemos' (oração com um verbo transitivo, -itta-, 'ver')

A forma ti- significa 'tu', porém ti-____-h significa 'nós'.
A partir destes exemplos, pode-se ver que o arranjo de um radical verbal e seus afixos argumentais pode ser descrito assim:
Prefixo do sujeito + prefixo do objeto + radical verbal + 'h' (exemplo: ti-quim-itta-h, nós - eles - ver - nós, ou seja, 'nós os vemos')

## Sistema de escrita
Na altura da conquista espanhola, os astecas escreviam seu idioma basicamente por meio de pictogramas, com o acréscimo de alguns ideogramas. Quando necessário, também eram utilizados equivalentes silábicos; o padre Durán registrou como os tlacuilos conseguiam transcrever uma oração em latim através deste sistema, que era extremamente difícil de ser usado. Este sistema de escrita era adequado para a manutenção de registros como genealogias, informações astronômicas e listas de tributos, porém não podia reproduzir o vocabulário completo do idioma falado da mesma maneira que os sistemas de escrita do Velho Mundo ou da civilização maia.
Os espanhóis introduziram o alfabeto latino, que passou a ser utilizado para o registro de um grande corpus de prosa e poesia asteca, o que serviu para diminuir de certa maneira a perda devastadora ocasionada pela queima de milhares de manuscritos astecas pelos sacerdotes católicos (ver transcrição náuatle).
A edição em náuatle da Wikipédia utiliza uma versão modificada do alfabeto latino, que inclui quatro letras com mácrons que representam as vogais longas ā, ē, ī, ō. Diversas outras letras que não têm equivalente fonético no idioma, como "b" e "k", são usadas apenas para representar nomes estrangeiros, como "Francitlān" (França).
O alfabeto de 25 letras é: 
Notes:¨
- "cu" e "hu" são invertidos para "uc" e "uh" quando ocorrem no fim de uma sílaba.
- As letras com asterisco (*) não são maiusculizadas (exceto em nomes estrangeiros).
- "h" é usado como saltillo.

## Literatura
A literatura náuatle é extensa (talvez a mais rica de todas as línguas indígenas das Américas), que inclui um corpus relativamente grande de poesia (ver Nezahualcoyotl); o Huei tlamahuiçoltica é um exemplo antigo do náuatle literário.